# La cité des enfants perdus
La cité des enfants perdus (te vertalen als Stad van de verloren kinderen) is een Franse film uit 1995, geproduceerd door Jean-Pierre Jeunet en Marc Caro.

## Verhaal
Een gestoorde wetenschapper, genaamd Krank, sluit kinderen en zichzelf op een machine aan, zodat wanneer ze slapen, hij met de kinderen mee kan dromen. In het begin van de film is een kleine jongen te zien die eerst rustig droomt van de kerstman. Dan komen er steeds meer kerstmannen die allemaal aandachtig naar het kind kijken. Een van de kerstmannen blijkt Krank te zijn, die het kind streng aankijkt. Van deze nachtmerrie wordt Krank krijsend wakker.
Krank is een telg uit een familie, waarbij er met iedereen iets mis is; een kleine moeder met een groot hoofd, hersens van de oom Irvin in een aquarium, zes broers (klonen van elkaar) die zich altijd gek gedragen en hun oudere broer Krank, die niet kan dromen en daardoor heel snel oud is geworden.
In de stad van de verloren kinderen, waar de kinderen die Krank gebruikt vandaan komen, woont One, een sterke man die vroeger als zeeman is ontslagen. Wanneer hij op de markt toont hoe sterk hij is, wordt zijn presentator vermoord door een man genaamd Peeler. De presentator heeft namelijk een jongen betrapt, die geld wilde het stelen dat bij de show werd opgehaald door Denree, het broertje van One.
's Nachts worden cyclopen naar de caravan gestuurd, waar One met Denree in woont. Cyclopen zijn blinde en dove mannen die met een grote lens op hun linkeroog kunnen zien, en met een soort pistooltje waar een microfoon in zit, kunnen horen. Ze sluipen 's nachts door de straten om kinderen te ontvoeren. Nu ontvoeren ze Denree. De cyclopen staan onder leiding van de cycloop Killer. One heeft hem betrapt en zijn lens uit zijn oog getrokken. Killer geeft nu de opdracht om One te vermoorden.
One gaat schuilen bij weeskinderen die geld stelen voor een Siamese tweeling om onderdak te krijgen. Hier zit de jongen bij, die het geld van Denree wilde stelen tijdens de show op de markt. Dan komen er twee cyclopen binnen, waaronder een verrader genaamd Melchior. De cyclopen komen het geld van de wezen stelen. Wanneer de cyclopen weg zijn, halen de wezen geld tevoorschijn dat ze voor de cyclopen verstopt hebben. De wezen deden ook alsof ze One hebben beroofd.

## Rolverdeling
| Acteur                 | Personage                                     |
| ---------------------- | --------------------------------------------- |
| Ron Perlman            | One                                           |
| Daniel Emilfork        | Krank                                         |
| Judith Vittet          | Miette                                        |
| Dominique Pinon        | duiker / klonen                               |
| Jean-Claude Dreyfus    | Marcello                                      |
| Geneviève Brunet       | octopus (1/2)                                 |
| Odile Mallet           | octopus (1/2)                                 |
| Mireille Mossé         | juffrouw Bismuth (de moeder)                  |
| Serge Merlin           | Gabriel Marie (de grootste cyclopenleider)    |
| Rufus                  | Peeler                                        |
| Ticky Holgado          | One's presentator                             |
| Joseph Lucien          | Denrée                                        |
| Mapi Galán             | Lune (de vrouw in het café)                   |
| François Hadji-Lazaro  | Killer (cycloop)                              |
| Lotfi Yahya Jedidi     | Melchior, speelt eigenlijk zichzelf (cycloop) |
| Marc Caro              | broer Ange-Joseph (cycloop)                   |
| Jean-Louis Trintignant | oom Irvin (stem)                              |